# Kragefugle
Kragefugle (Corvidae) er en familie af fugle, der omfatter omkring 130 arter fordelt på 21 slægter. Kragefuglene er de største blandt spurvefuglene og regnes ofte for at være blandt de mest intelligente fugle. Mange arter er altædende, især blandt de store, sorte arter af slægten Corvus, mens andre, ofte de mindre og mere farvestrålende, er fødespecialister. Kragefuglene er udbredt over hele verden, især i de tempererede egne.

## Fællestræk
Mange arter er sociale og nogle yngler i kolonier, mens andre er stærkt territoriehævdende. De fleste arter er forholdsvis nemme at kende fra hinanden. I Danmark kan dog sortkrager og unge råger forveksles.
Kønnene er ens af udseende. Fældningen af fjerdragten foregår efter yngletiden. Ravnen, der har de længste fjer, begynder dog allerede fældningen, når ungerne klækkes. De fleste arter bygger deres rede i træer eller på klippeafsatser. Reden kan være overdækket som hos husskade, men bygges sjældent i hulrum. Antallet af æg varierer mellem to og ti. Rugetiden er typisk 16-21 dage og ungerne fodres i reden af begge mager i 3-6 uger, længst hos de største arter.

## Slægter
Familien af kragefugle tæller 21 slægter, hvor Corvus er den største med 46 arter, der er udbredt i alle verdensdele. En anden stor slægt er Cyanocorax med 17 arter fra Latinamerika. De øvrige slægter har hver højst 7 arter.

## Arter

### Danske arter
I Danmark findes syv arter som faste ynglefugle:
- Skovskade, Garrulus glandarius
- Husskade, Pica pica
- Allike, Coloeus monedula
- Ravn, Corvus corax
- Sortkrage, Corvus corone
- Gråkrage, Corvus cornix
- Råge, Corvus frugilegus

Desuden yngler nøddekrige (Nucifraga caryocatactes) muligvis i landet. Den er især ynglende efter "invasioner" fra nord eller øst.

### Øvrigeeuropæiskearter
Yderligere fem arter yngler i Europa:
- Lavskrige, Perisoreus infaustus, Nordskandinavien og videre østover
- Blåskade, Cyanopica cyanus, Østasien
- Ibererblåskade, Cyanopica cooki, Iberiske Halvø
- Alpeallike, Pyrrhocorax graculus, Mellem- og Sydeuropa
- Alpekrage, Pyrrhocorax pyrrhocorax, Britiske Øer og Sydeuropa

Desuden er sibirisk allike (Coloeus dauuricus) en sjælden gæst.

## Klassifikation som tribus
Kragefugle er også blevet klassificeret som en tribus (stamme) kaldet Corvini (i underfamilien Corvinae i familien Corvidae). Ifølge projektet The Taxonomicon, der baserer sig på ny fylogenetisk viden om arternes slægtskab, er kragefuglenes opdeling i slægter således (i januar 2006):
- Platylophus
- Platysmurus
- Gymnorhinus
- Cyanocitta
- Aphelocoma

- Cyanolyca
- Cyanocorax
- Psilorhinus
- Calocitta
- Garrulus

- Perisoreus
- Urocissa
- Cissa
- Cyanopica
- Dendrocitta

- Crypsirina
- Temnurus
- Pica
- Zavattariornis
- Podoces

- Pseudopodoces
- Nucifraga
- Pyrrhocorax
- Ptilostomus
- Corvus